# Adam Kaufman
Adam Kaufman (ur. 11 maja 1974 w New Canaan) – amerykański aktor telewizyjny i filmowy.

## Życiorys

### Wczesne lata
Wychowywał się w New Canaan w stanie Connecticut. Jego ojciec był z pochodzenia Żydem. Studiował dramat w Lynchburg College Circle przy Square Theatre School, a następnie w Eugene O’Neill Center's National Theater Institute.

### Kariera
Po gościnnym występie w serialu NBC Prawo i bezprawie (1999) i The WB Buffy: Postrach wampirów (1999) jako Parker Abrams, pojawił się w serialu The WB Jezioro marzeń (1999–2000) jako gej Ethan we wspólnym pierwszym pocałunku z Jackiem McPhee (Kerr Smith). Grał także w filmach telewizyjnych, w tym Hallmark Kochając Leah (Loving Leah, 2009) z Lauren Ambrose i Perfekcyjna Prudence (Perfectly Prudence, 2011) z Jane Seymour.
Ze związku z Poppy Montgomery ma syna Jacksona Phillipa Deverauxa (ur. 23 grudnia 2007).

## Filmografia

### Filmy fabularne
- 1999: Brookfield (TV) jako Jamie Harper
- 2000: The Only Living Boy in New York (TV) jako Gideon
- 2000: Metropolis (TV) jako Mathew
- 2005: Vieni via con me jako Michael
- 2006: Inny (Altered) jako Wyatt
- 2006: Witaj, siostrzyczko (Hello Sister, Goodbye Life, TV) jako Joe
- 2009: Kochając Leah (Loving Leah, TV) jako Jake Lever
- 2011: Perfekcyjna Prudence (Perfectly Prudence, TV) jako Michael Merchant
- 2014: Corporate (TV) jako Tucker McIntyre
- 2015: Zdradzona przyjaźń (A Mother Betrayed, TV) jako Kevin

### Seriale TV
- 1997: Prawo i bezprawie jako Douglas Burke
- 1999: Buffy: Postrach wampirów jako Parker Abrams
- 1999–2000: Jezioro marzeń jako Ethan
- 2000: Prawo i porządek: sekcja specjalna jako Michael Goren
- 2001: Magiczny amulet jako Dom
- 2002: Wybrańcy obcych jako Charlie Keys - dorosły
- 2003: CSI: Kryminalne zagadki Miami jako Ted
- 2004: Weronika Mars jako André
- 2006: Prawo i bezprawie jako sędzia Swain
- 2007: Mad Men jako Bob Shaw
- 2007: CSI: Kryminalne zagadki Nowego Jorku jako Elliot Gano
- 2007–2009: Bez śladu jako Brian Donovan
- 2008: Detektyw Monk jako brat Ted
- 2009: Melrose Place jako Toby
- 2010: Agenci NCIS jako detektyw Philip McCadden
- 2012: Hawaii Five-0 jako Karl Strathern
- 2013: Lista klientów jako Lewis Clark
- 2013: 90210 jako Brock Paige
- 2014–2015: State of Affairs jako Lucas Newsome
- 2015: Stalker jako Will
- 2016: Podejrzany jako R.B. Warner
- 2017: Crazy Ex-Girlfriend jako Robert Donnelly